# Sinforiano di Autun
Sinforiano di Autun (in francese Symphorien d'Autun; II secolo – Autun, 180 circa) fu un martire del II secolo; è venerato come santo dalla Chiesa cattolica.

## Biografia
Le notizie sulla breve vita di questo martire provengono dalle opere In gloria confessorum, scritta nel VI secolo da San Gregorio di Tours e dalla Histoire ecclésiastique scritta da Claude Fleury nel 1691.
Sinforiano era figlio di un nobile di nome Fausto e della sua consorte Augusta. Si trattava di una delle prime famiglie a praticare la fede cristiana ad Autun, città allora ancora pagana, ove si adoravano prevalentemente  Apollo, Diana e Cibele.
Sinforiano fu martirizzato presumibilmente sotto Marco Aurelio, durante le sue persecuzioni contro i cristiani.  Un giorno, assistendo ad una processione in onore della dea Cibele, Sinforiano pronunciò alcune frasi di scherno al suo indirizzo. Udito da alcuni pagani, fu trascinato in tribunale davanti al console Eraclio, rappresentante il potere di Roma, che lo fece battere e quindi incarcerare. Giudicato alcuni giorni dopo, fu condannato alla decapitazione. Alcune pie persone ne prelevarono la salma e la deposero non lontano dal luogo del martirio (l'attuale Porta Sant'Andrea), nei pressi di una fontana.

## Culto

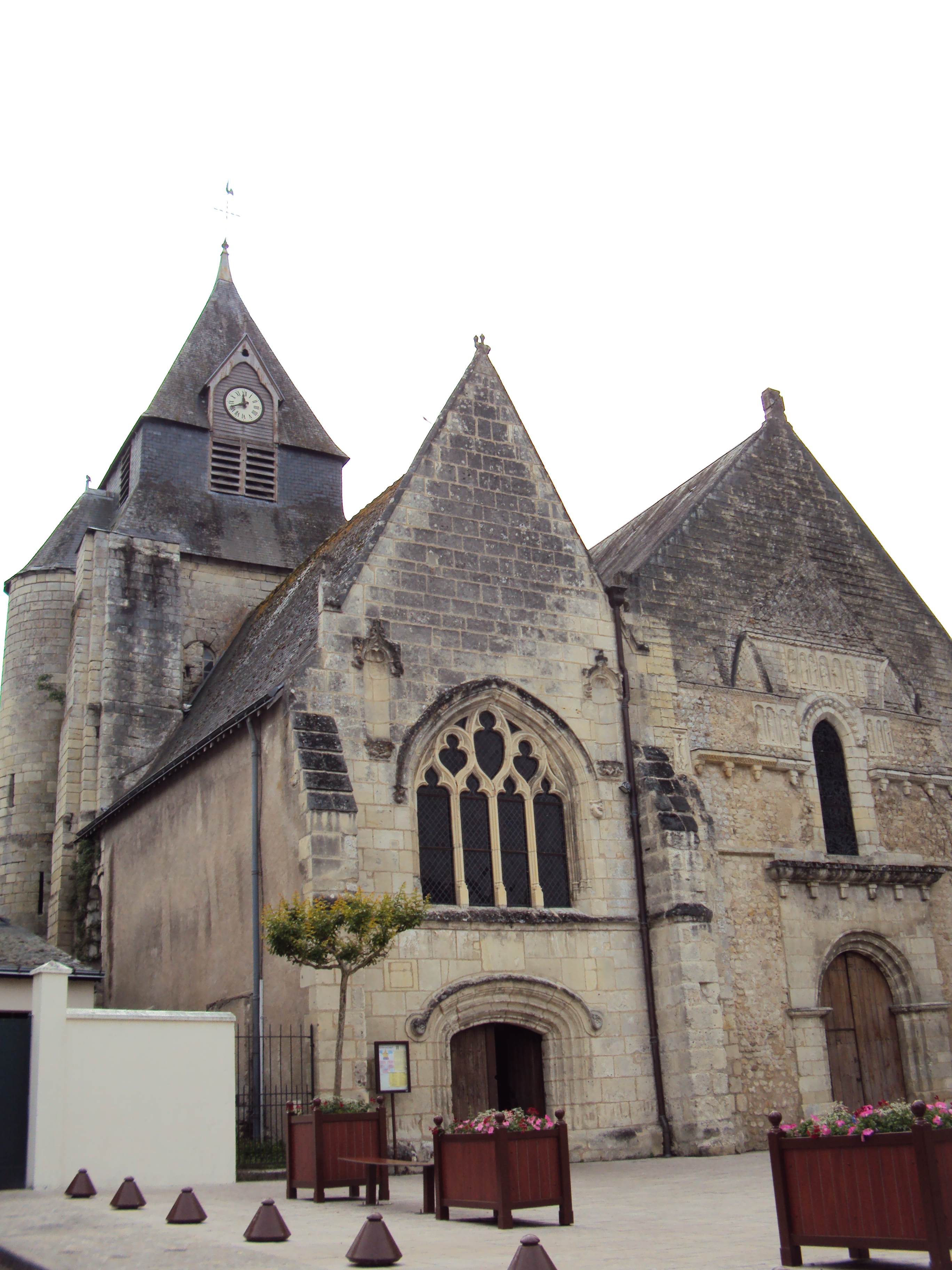
La chiesa di San Sinforiano ad Azay-le-Rideau.

Verso il  450, Eufronio, vescovo di Autun, fece erigere, sul luogo del martirio, l'abbazia di San Sinforiano, della quale fu il primo abate.
Oggi le reliquie di San Sinforiano si trovano in una cappella della cattedrale di San Lazzaro ad Autun, dove si trova anche il dipinto Il martirio di San Sinforiano di Dominique Ingres.
In epoca merovingia Sinforiano era considerato una specie di santo nazionale, come San Dionigi di Parigi e San Privato di Mende, quest'ultimo celebrato alla vigilia della festa di San Sinforiano. Gregorio di Tours ci dice che il suo sepolcro «… è stato quasi aperto dagli ammalati con lo scopo di estrarne un po' di polvere della quale si servono come rimedio contro i loro malanni.»
Sinforiano era celebrato nell'antica liturgia gallicana.
Oltre a quella di Autun, anche a Metz fu fondata (609) un'abbazia a lui intitolata.